# 萨拉·诺尔登斯坦
萨拉·诺尔登斯坦（挪威語：Sara Nordenstam，1983年2月28日—），生於瑞典吕克瑟勒，挪威女子游泳运动员。曾参加2008年北京奥运和2012年伦敦奥运，其中在2008年北京奥运期间获得女子200米蛙泳的铜牌。